# ویکتور بلاسکو
ویکتور بلاسکو (انگلیسی: Víctor Blasco؛ زادهٔ ۱ ژوئیهٔ ۱۹۹۴) بازیکن فوتبال اهل اسپانیا است.